# Mihóczy Rezső
Mihóczy Rezső (1889 – Budapest, 1968. március 27.) latin-történelem szakos középiskolai tanár, a szentesi gimnáziumnak 32 éven át pedagógusa, az iskolai táborozások állandó főszervezője, cserkészparancsnok. Első világháborús érdemeiért, valamint pedagógiai munkásságáért számos kitüntetést, elismerést vehetett át.

## Az első világháborúban
A Budapesti Tudományegyetemen végzett latin-történelem szakon, s alighogy befejezte tanulmányait, behívták katonának.
1916-ban Székelyföldre, a határhoz közel fekvő Maros-Torda vármegyébe vezényelték az akkor már várható román hadüzenet és támadás megállítására. Első feladata volt, hogy szakaszával a román hadsereg elől menekülő magyar lakosság tervszerű menekítésben segédkezzen, és a tömegpánikot megakadályozza. Miután sikerült a lakosság evakuálása, csatlakozott ezredéhez, és hat héten át védekező hadmozdulatokban vett részt. August von Mackensen német tábornagy seregének megérkezése után ő is részt vett a román hadsereg Erdélyből való kiszorításában.
A háború alatt tanúsított „vitézi magatartásáért” és helytállásáért a következő kitüntetéseket vehette át: Signum Laudis a kardokkal, I. osztályú ezüst vitézi érem, Károly-csapatkereszt és Sebesültek Érme, Háborús emlékérem, Erdélyi Emlékérem.

## Tanár pályája és közéleti tevékenysége
Mihóczy Rezsőt leszerelés után a Vallási és Közoktatási Minisztérium a szentesi állami főgimnáziumba helyezte.   A latin és a történelem mellett filozófiát,  később bölcselet címen logikát és pszichológiát is tanított.
Társadalmi aktivitását jelzi, hogy idővel számos karitatív, egyházi és kulturális jellegű egyletbe is beválasztották. Tagja és egyben titkára volt a Stefánia Anya- és Csecsemővédő Szövetség szentesi fiókjának,   könyvtárosa a Szentesi Kaszinónak,  tagja volt a Csongrád vármegye és Szentes város testnevelési és iskolán kívüli népművelési bizottságának,  az állami elemi iskolák gondnokságának,  katolikus egyházközségi képviselő testületnek és tanácsának,  Csongrád vármegye leventebizottságának,   de az Országos Tűzharcos Szövetség szentesi főcsoportjának vezető tisztjévé is megválasztották.  Különleges elismerés volt számára, hogy 1938-ban felvétetett a Vitézi Rend tagjai közé.  1942-ben a gimnázium igazgató helyettese lett.

## A cserkészparancsnok
1921-ben néhány tanártársával karöltve kezdte el szervezni a város első cserkészcsapatát,  melynek létrejöttét leginkább anyagi nehézségek hátráltatták. Dr. Mihóczy Rezső … a szervezés keretébe bevonta Szentes város hivatalos vezetőségét és a társadalom minden rétegét. Fáradhatatlanul agitált, buzdított, dolgozott mindaddig, míg gyűjtés útján összehozott annyi adományt, hogy azok is fölszerelhetők voltak, akik saját anyagi erejükből a cserkészfölszerelést előteremteni nem tudták volna. – írta a gimnázium értesítője 1924-ben.  A több mint száz magánszemélytől és különféle szervezetektől 36.277.000 korona   érkezett.  Június 18-án a gimnázium cserkészcsapata 275. sz. Pusztaszeri Cserkészcsapat néven bejegyzésre került.  Az ifjú cserkészek ünnepélyes fogadalomtételére 1924. június 22-én az Erzsébet kertben (ma Pusztai László Sporttelep) került sor. A cserkészcsapat parancsnoka Dr. Mihóczy Rezső lett, tisztjei Szőke József gimnáziumi igazgató, Derzsi Kovács Jenő és Timár József tanárok.  Mihóczy Rezső 1940-ben megkapta a legmagasabb  cserkésztörzstiszti fokozatot.
Bár jelentős közéleti tevékenységet folytatott, és tanári munkáját is magas szinten gyakorolta, diákjai, kartársai és az utókor elsősorban a nyári cserkésztáborok lelkes szervezőjeként és vezetőjeként emlékeznek rá. A szentesi diákok nyári élményeit olvasmányos formában örökítette meg, melyeket a Szentesi Hírlap folytatásokban adott közre. Az általa vezetett táborok 2-3-4 hetesek voltak, s a mai olvasót meglepheti, hogy a programok között olyan tevékenységek is szerepeltek, melyek ma már teljesen ismeretlenek a gyermektáborokban. Ide tartozik pl. a disznótor, amikor is a gyermekek a helyi piacról vásároltak egy élő sertést, a táborba terelték, tanári segítséggel feldolgozták és közösen elfogyasztották.   Elmaradhatatlanok voltak a közös főzések,   a hosszú, esetenként 30 km-es gyalogtúrák,  vagy néha – ha a csapat úgy ítélte meg – fegyveres éjszakai őrség felállítása.  Úti élményei ma is üdítő, érdekes olvasmányok. Korrajzai egy letűnt kor tábori szokásainak.
A reggeli tejet naponta 25 litert nem kell a fiúknak a hegyre felhozni, mert dr. Molnár ezredes úr jóindulatából két csacsi szállítja fel reggelenként. A tábor apró népe között van ilyenkor nagy öröm. Egyesek nyakába borulnak a csacsiknak, ölelgetik őket és örök barátságot kötnek velük. Tegnap megtörtént, hogy a két csacsi erőnek erejével a tábor belsejébe akart rohanni, mire a gyerekek kórusban kiáltoztak, hogy nem lehet már ide több szamárnak bejönni, mert elegen vannak már.
Táborozási helyünktől nem messze fekszik Nagyvázsony, amely arról nevezetes, hogy ez Kinizsi Pál szülőhelye, itt van az a malom, ahol az egyszerű molnárfiú óriási erejével felkapta a malomkövet, s arra rátéve a vizes kancsót, megkínálta a szomjas királyt a forrás hűs vizével. Vázsony volt Kinizsi első birtoka, várának hatalmas tornya most is büszkén mered föl az égnek. … Megnéztük a várromtól néhány percnyire fekvő kolostort, melynek gótikus temploma még romjaiban is kellemes látványt nyújt. Ezen a napon minden megerőltetés nélkül 28 kilométert tettek meg a fiúk. … Szombaton a Halápi hegyre akartunk felmenni, hogy megtekintsük a híres bauxit bányát.  Ez a programunk azonban megváltozott akkor midőn a leánycserkészek parancsnoka, Kemény Adél bejelentette, hogy a leánycserkészek úgy határoztak, hogy szombaton a leányok feljönnek, és ők főznek a fiúknak ebédet. Az ebéd nagyszerű volt, csak mi szívtuk utána a fogunkat, mert minden a mi költségünkre ment. És a leányok ki akarván tenni magukért nem spóroltak az anyaggal.
Napokon át készültünk az utolsó, de egyúttal legnagyobb teljesítményt jelentő kirándulásra Zengőre. Zengő a Mecsek hegység legnagyobb csúcsa. Magassága közel jár a 700 méterhez. Mivel ez volt az utolsó kirándulás, egy-két komoly gyengélkedőt leszámítva az egész tábor felkerekedett már a reggeli órákban. Nem maradhattak otthon a nótórius kiránduláskerülők sem. Annyi eszük azonban volt, hogy a szintén velünk jövő mánfai kántor köré csoportosultak azzal a titkos reménnyel, hogy a kántor hamar kidől, s ők udvariasságból nem fogják magukra hagyni. Így is történt. … A történeti hűség kedvéért meg kell még említenem, hogy mi hamarabb értünk haza, mint a kántor úr és kísérete, pedig 30 kilométerrel többet tettünk meg, mint ők. Az út mindvégig kellemes és változatos volt. A Zengő lábánál pihentünk, hogy erőt gyűjtsünk a hegy megmászásához. Egy táblán azt olvastuk, hogy az út 2 óráig tart. Nagy volt az öröm, amikor háromnegyed óra után már a tetején voltunk. Igaz, hogy úgy lihegtünk, mint egy rossz vicinális. Szinte nyílegyenesen vitt az út. Minden 30 lépés után pihentünk nekidőlve a fának, hogy le ne szaladjunk a meredeken.

## Tanár és ember
Mihóczy Rezső hatása a gimnázium tanulóira hatalmas volt. Személye feledhetetlen maradt mindazok számára, akiket tanított, akiket táborokba vezényelt, akikkel megismertette az ország legszebb tájait. Csibész huncutság, atyai jóindulat, ugyanakkor a legkisebb diákok felé is megnyilvánuló tiszteletadás jellemezte: két ujja között szivarját, ugyanazon kezében sétapálcáját tartva emelte meg kalapját a legkisebb diák előtt is.  Az 1951-ben nyugdíjba vonuló   pedagógus nagy űrt hagyott maga után. Felesége (dr. Lőcsey Mária)  halálát követően fia (dr. Mihóczy László)   után Pestre költözött, de mindig visszavágyott kedvelt városába régi tanártársai, s az iskola falai közé. Utolsó kívánsága volt, hogy Szentesen temessék el. A gimnázium 1970-ben megjelenő évkönyve terjedelmes, szívhez szóló jellemrajzot közöl sokak Rudi bácsijáról, a kedves, örökifjú tanár úrról, a diákok egyik legnagyobb barátjáról.
Egyéniségének és eredményes pedagógusi munkájának természetes forrása humanizmusa és mindig fiatalos kedélye volt. Oroszlánként harcolt minden tanítványáért. Azok az osztályok, amelyekben ő volt az osztályfőnök, mindig népesek voltak. Onnan kevesen morzsolódtak le, sőt ott gyűltek össze a más osztályból el-elmaradozók is. De senki ne higgye, hogy ezek a Mihóczy-osztályok a szürke, gyenge tanulók szellemi menhelyei lettek. Színes, eleven, mozgékony osztályok voltak, ahová a többi tanár is legtöbbször szívesebben ment órára, mint a megcsappant létszámú – elvben tehát – csupa jobb tanulókból álló osztályokba. … Nagyon szegényes lenne ez a megemlékezés, ha nem szólnánk Dr. Mihóczy Rezsőről, az ifjúsági vezetőről. … tény, hogy a szentesi diákok javarésze anyagi nehézségek miatt talán még a város határán sem lépett volna túl, ha a kirándulások és a nyári táborozások lelke, fő-főszervezője nem Rudi bácsi lett volna. Nem ismert lehetetlent, ha arról volt szó, hogy össze kell szedni az útiköltségre és a legszerényebb ellátásra valót. Tárgyalt, érvelt, szelíd szóval kért és kemény hangon, igaza tudatában követelt. Merev honatyákkal, módos polgárokkal tárgyalva ki nem fogyott a nyomós argumentumokból, belül düh fojtogatta, de mosolygós arccal, rezdületlenül észre sem vette a gyakran arcpirító megalázásokat, ő csak arra gondolt, hány tanítványának van múlhatatlan szüksége a levegőváltozásra, a nyári együttlétek derűjére. … Arcképe, amelyet Katona Kiss Ferenc rajzolt bámulatos érzékkel ragadva meg nemcsak a vonások természetességét, hanem a jellem lényegét is, ott függ a tanári szobában. Szája szögletéből hiányzik a szivar. Biztosan a folyosón hagyta a fogason, amikor bement az órára. Mire kijön, huncut diákok talán rövidre szívták. De nem szól érte. Ránk kacsint, hiszen ő is fiatal, aki szívesen és nagyokat szippant a szivarból és a csodálatos életből.

## Kitüntetései
- Signum Laudis a kardokkal
- I. osztályú Ezüst Vitézségi Érem
- Károly-csapatkereszt és Sebesültek Érme
- Magyar Háborús Emlékérem
- Erdélyi Emlékérem
- Vitézi rendbe való felvétel

## Művei
- A cserkészek kalandos útja a Balatonig. A szentesi cserkészek bakonyi táborozása. Szentesi Hírlap 1927. júl. 16.
- Sobri Jóska hazájában. A szentesi cserkészek bakonyi táborozása. Szentesi Hírlap 1927. júl. 17.
- Kirándulás, futballmérkőzés, tábortűz és műkedvelő előadás. A szentesi cserkészek bakonyi táborozása. Szentesi Hírlap 1927. júl. 19.
- A dunántúli vendégszeretet. A szentesi cserkészek bakonyi táborozása. Szentesi Hírlap 1927. júl. 20.
- Lakoma női szakácsokkal. A szentesi cserkészek bakonyi táborozása Szentesi Hírlap 1927. júl. 23.
- A szentesi cserkészek viszontagságai vasúttal és szúnyogokkal. A szentesi cserkészek soproni táborából írja: Dr. Mihóczy Rezső. Szentesi Hírlap 1929. júl. 9.
- A tábor gyomra. A szentesi cserkészek soproni táborából írja: Dr. Mihóczy Rezső. Szentesi Hírlap 1929. júl. 10.
- Szórakozások és kirándulások. A szentesi cserkészek soproni táborából írja: Dr. Mihóczy Rezső. Szentesi Hírlap 1929. júl. 16.
- A leghűségesebb városban. A szentesi cserkészek soproni táborából írja: Dr. Mihóczy Rezső. Szentesi Hírlap 1929. júl. 17.
- Palacsintaevés a cserkésztáborban. A szentesi cserkészek soproni táborából írja: Dr. Mihóczy Rezső. Szentesi Hírlap1929. júl. 19.
- Apróságok a cserkésztáborból. A szentesi cserkészek soproni táborából írja: Dr. Mihóczy Rezső. Szentesi Hírlap 1929. júl. 24.
- Cserkészeink osztrákföldön. A szentesi cserkészek soproni táborából írja: Dr. Mihóczy Rezső. Szentesi Hírlap 1929. júl. 25., július 26.
- A táborozás utolsó napja. A szentesi cserkészek soproni táborából írja: Dr. Mihóczy Rezső. Szentesi Hírlap 1929. aug. 4.
- Szentes kegyeletes megemlékezése a hősi halottakról. Mihóczy Rezső mondotta az ünnepi beszédet a vasárnapi ünnepségen. Szentesi Hírlap 1930. május 27.
- Pécsi kirándulás. Dr. Mihóczy Rezső beszámolója a reálgimnázium cserkészeinek táborozásáról. Szentesi Hírlap 1930. júl. 12.
- Gyalogló cserkészek. Dr. Mihóczy Rezső beszámolója a reálgimnázium cserkészeinek táborozásáról. Szentesi Hírlap 1930. aug. 15.
- Vidám kirándulás a Zengőre. Dr. Mihóczy Rezső beszámolója a reálgimnázium cserkészeinek táborozásáról. Szentesi Hírlap 1930. aug. 17.
- Újra itthon. Dr. Mihóczy Rezső beszámolója a reálgimnázium cserkészeinek táborozásáról. Szentesi Hírlap 1930. aug. 20.
- Szentesi cserkészek somoskői táborozása. Szentesi Hírlap 1931. júl. 21.
- Erdély súlyos napjai. Szentesi Hírlap 1931. dec. 25.
- Emlékbeszéd II. Rákóczi Ferencről. Szentesi Hírlap 1935. ápr. 21.
- Dr. Soltész Gyula c. igazgató. A szentesi m. kir. állami Horváth Mihály Gimnázium évkönyve, 1941-1942. Közzéteszi: Járay Imre. Szentes, 1942. 5-6. o. (e-Könyvtár Szentes)